# Toren op Zuid
Toren op Zuid, international auch bekannt als KPN Tower, ist ein Bürohochhaus in Rotterdam. Das 96 Meter hohe Haus wurde in den Jahren 1998 bis 2000 errichtet. Es beherbergt die regionale Niederlassung des Telekommunikationsunternehmens KPN und gehörte zu den ersten Hochhäusern, die im Rahmen des Stadterneuerungsprogramms entstanden. Das Gebäude am südlichen Brückenkopf der Erasmusbrücke ist eines der prägenden Bauwerke des Kop van Zuid am Ufer der Nieuwe Maas.
Das Gebäude wurde von Renzo Piano entworfen. Es hat eine Nutzfläche von 22.100 m², die sich auf 23 Stockwerke verteilen. Auffallend an der Architektur ist eine ausgeprägte Neigung der Fassade um sechs Prozent zur Straße hin. Das Gebäude korrespondiert dadurch mit der benachbarten Erasmusbrücke, deren Kabel ebenfalls in einer um sechs Prozent geneigten Ebene liegen. Ursprünglich war geplant, das Gebäude mit Säulen zur Straße hin abzustützen. Obwohl der Bau auch heute diesen Eindruck erweckt, von einer Säule abgestützt zu sein, erfüllt die Stütze keinen statischen Zweck: Das Toren op Zuid wäre auch ohne Säule standfest.
Die Lichtwand stammt von Henri Ritzen vom Studio Dumbar. Am Gebäude befinden sich 896 grüne Lampen, die zu Lichtinstallationen genutzt werden können und dabei bis zu vier Muster pro Sekunde erzeugen können. KPN beispielsweise lässt es für künstlerische Darbietungen nutzen, aber auch um Großveranstaltungen wie die Welthafentage oder den Rotterdam-Marathon zu bewerben.
Ende 2017 verlegte KPN seinen Hauptsitz von Den Haag in dieses Gebäude in Rotterdam. V8-Architekten unterzeichneten für die Erweiterung und komplette Renovierung des Toren op Zuid.  Eine neue Glastür macht das Gebäude von drei Seiten zugänglich. Sowohl die Anpassungen als auch die Erweiterung wurden von Renzo Piano positiv aufgenommen.

## Bildergalerie

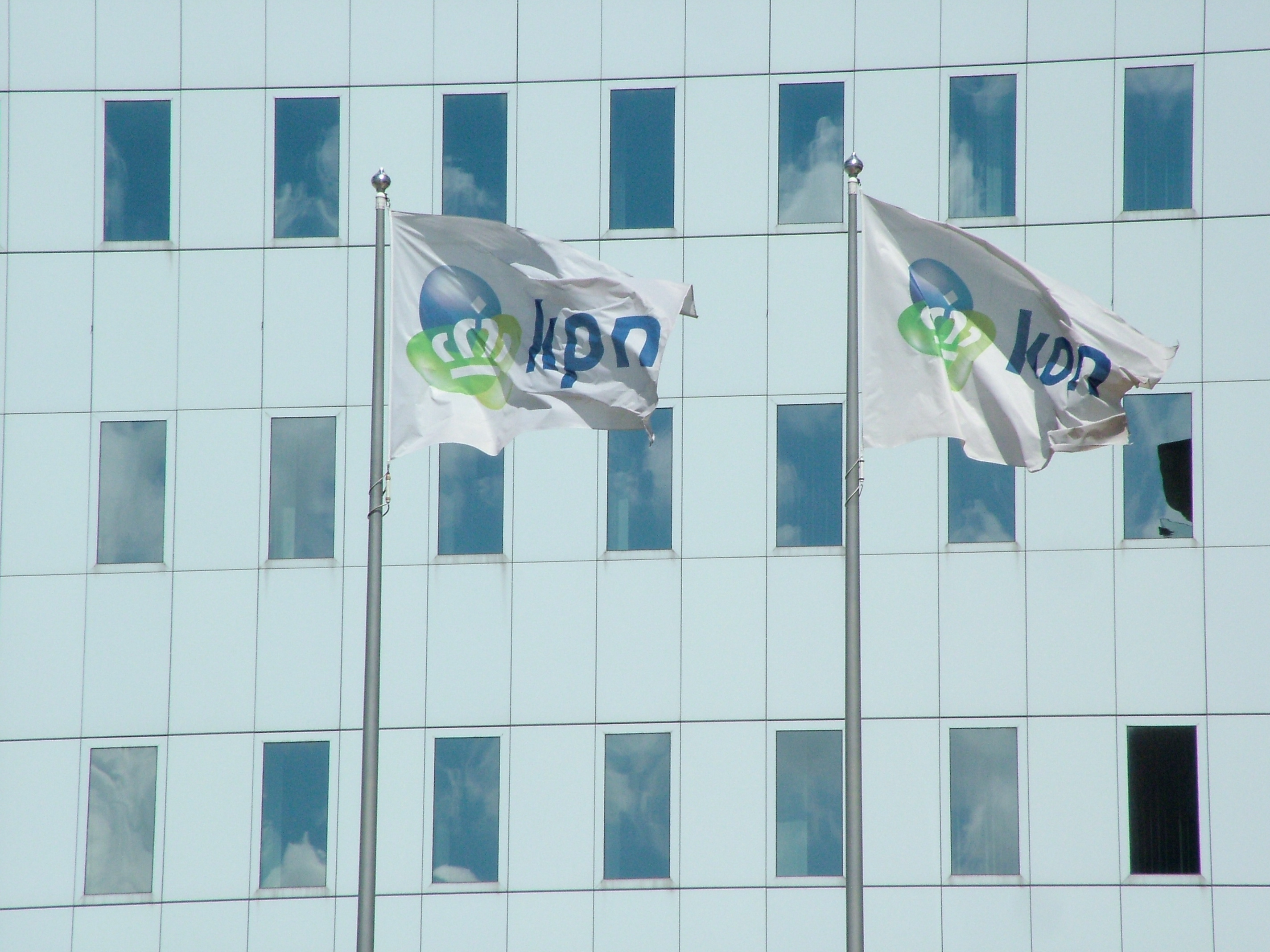
KPN-Flaggen vor dem Gebäude
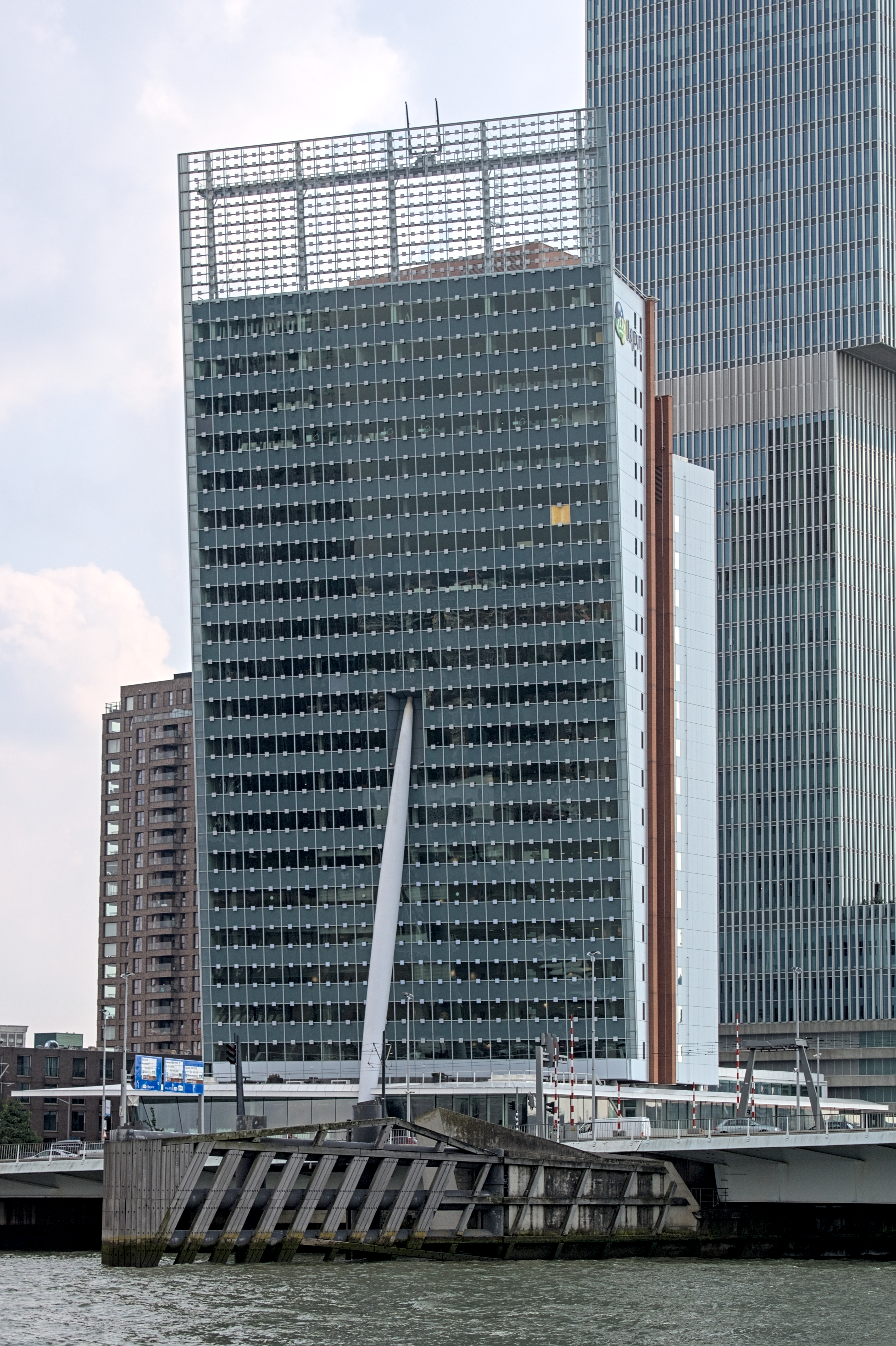
Ansicht von Noordereiland
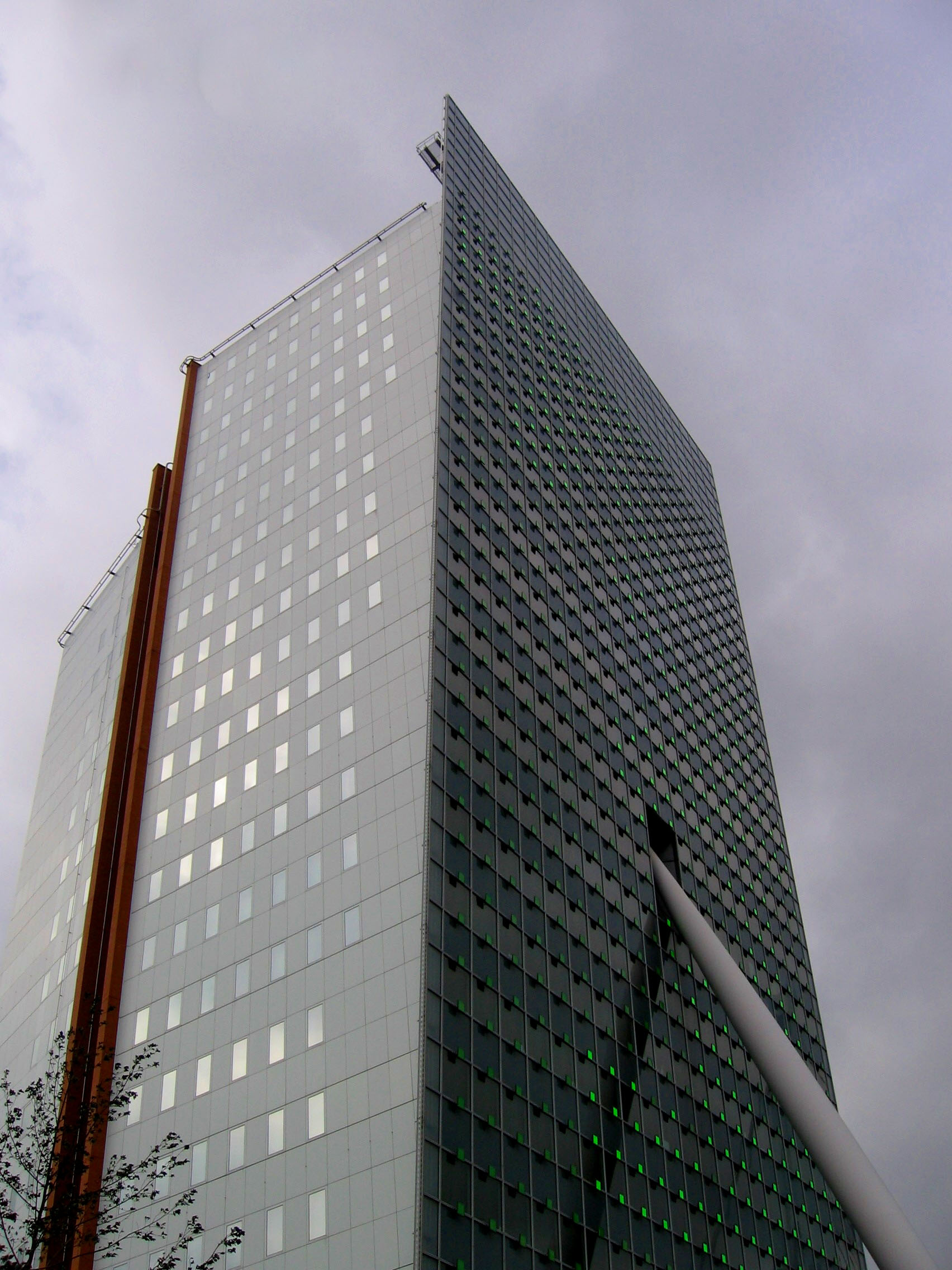
Ansicht von der Straßenseite
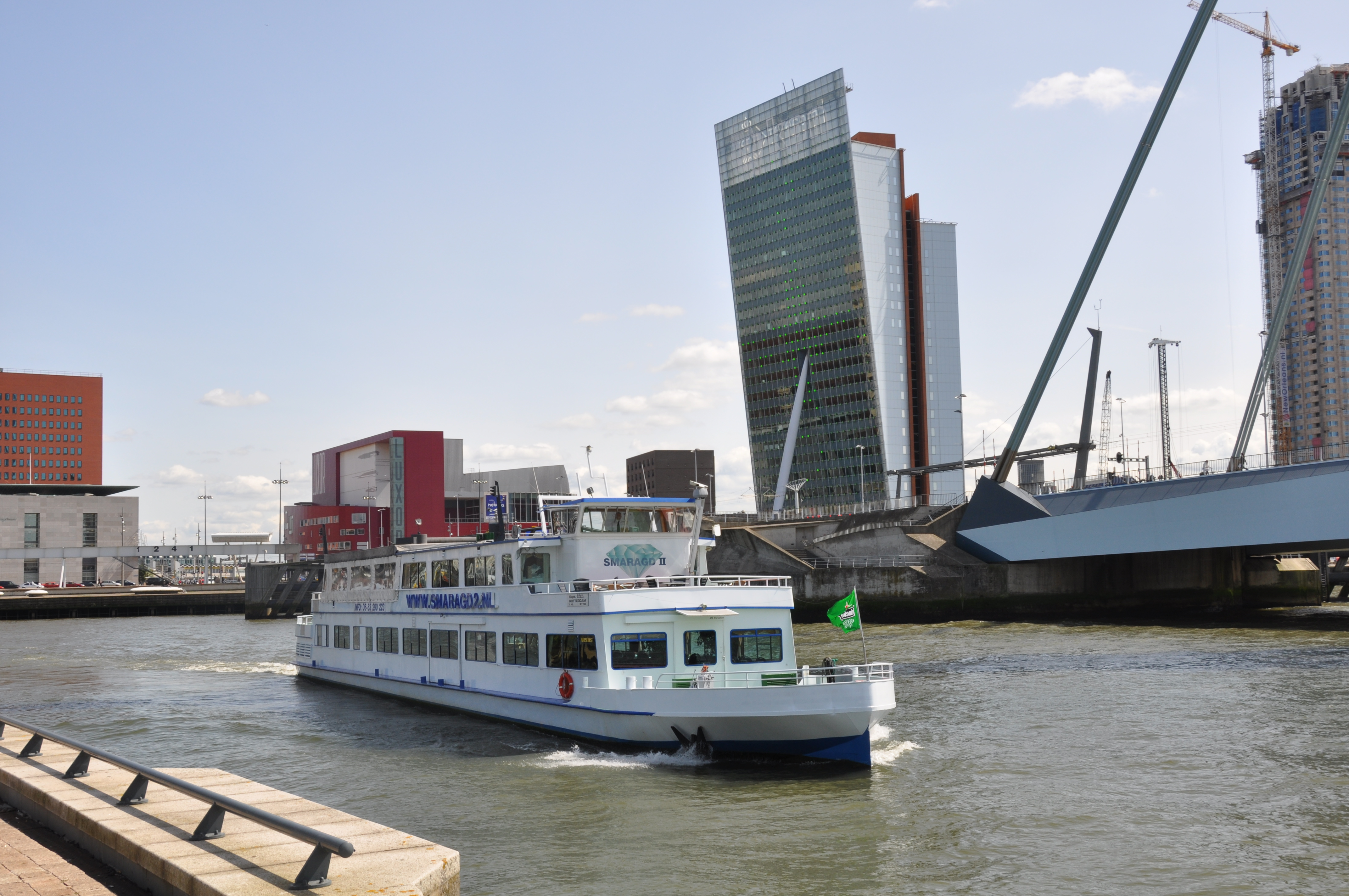
Ansicht vom anderen Ufer der Nieuwe Maas